# Don't Think Twice
Don't Think Twice es un álbum del cantante Waylon Jennings lanzado en 1970 bajo el sello disquero A&M.

La canción del mismo nombre que el álbum y la canción conocida como "I Don't Believe You" son versiones del cantautor Bob Dylan. La canción "Just to Satisfy You" apareció en el álbum de mismo nombre en 1969, el resto de las canciones son normales.

## Canciones
1. Don't Think Twice, It's All Right – 3:00
(Bob Dylan)
2. River Boy – 2:30
(Fred Carter, Jr.)
3. Twelfth of Never – 2:24
(Jerry Livingston y Paul Francis Webster)
4. The Race Is On – 2:30
(Don Rollins)
5. Stepping Stone – 1:51
(Smokey Stover)
6. The Real House of the Rising Sun – 3:35
7. Just to Satisfy You – 2:21
(Don Bowman y Jennings)
8. Kisses Sweeter Than Wine – 2:26
(Paul Campbell y Joel Newman)
9. Unchained Melody – 3:12
(Alex North y Hy Zaret)
10. I Don't Believe You (She Acts Like We Never Have Met) – 4:00
(Bob Dylan)
11. Four Strong Winds – 2:54
(Ian Tyson)